# Jöns Jacob Berzelius
Jöns Jacob Berzelius (Väversunda, 20 augustus 1779 – Stockholm, 7 augustus 1848) was een Zweedse chemicus die samen met John Dalton en Antoine Lavoisier als een van de grondleggers van de moderne scheikunde wordt beschouwd. Berzelius was de ontdekker van de elementen silicium, seleen, thorium en cerium in de tijd dat hij werkzaam was bij de Koninklijke Zweedse Academie voor Wetenschappen. In 1837 werd hij lid van de Zweedse Academie.
Aan de universiteit van Uppsala studeerde hij voor dokter en in 1807 werd hij professor aan de universiteit van Stockholm. Kort daarop schreef hij een leerboek over chemie voor zijn medische studenten. Hij deed veel onderzoek naar geleiding en ontdekte onder andere dat anorganische verbindingen bestonden uit verschillende elementen in constante verhoudingen. Hierop baseerde Berzelius een tabel van relatieve atoommassa's van alle toen bekende elementen. In deze tabel kreeg zuurstof de massa 100.
Hij gebruikte deze kennis om de samenstelling van koolwaterstoffen te bepalen. Koolwaterstoffen, bijvoorbeeld uit aardolie, kunnen worden gescheiden in zuivere (samengestelde) stoffen door gefractioneerde destillatie. De verbrandingsproducten zijn water en koolstofdioxide, en de hoeveelheden van die twee stoffen na volledige verbranding leveren de samenstelling in koolstof en waterstof.
In 1836 beschreef hij het verschijnsel der katalyse: een stof, katalysator genaamd, kan een chemische reactie versnellen of zelfs mogelijk maken en naderhand onveranderd overblijven.
In 1838 ontdekte hij eiwitten die later een belangrijke rol speelden in de verdere ontwikkeling van de biochemie.
Een andere belangrijk systeem dat door Berzelius is opgezet zijn de systematische symbolen voor chemische elementen. Zuurstof gaf hij het symbool 'O' en ijzer 'Fe'. De verhoudingen van atomen in verbindingen gaf hij aan met een getal. Enige verschil met de huidige schrijfwijze is dat Berzelius superscript (H2O) gebruikte en tegenwoordig subscript (H2O) wordt gebruikt voor dit doeleinde.
In 1949 publiceerde Erik Jorpes een biografie over Berzelius in het Zweeds die in 1966 ook in andere talen werd uitgebracht.

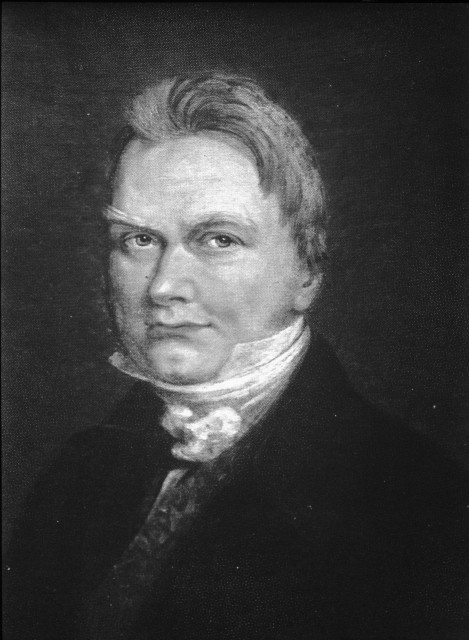
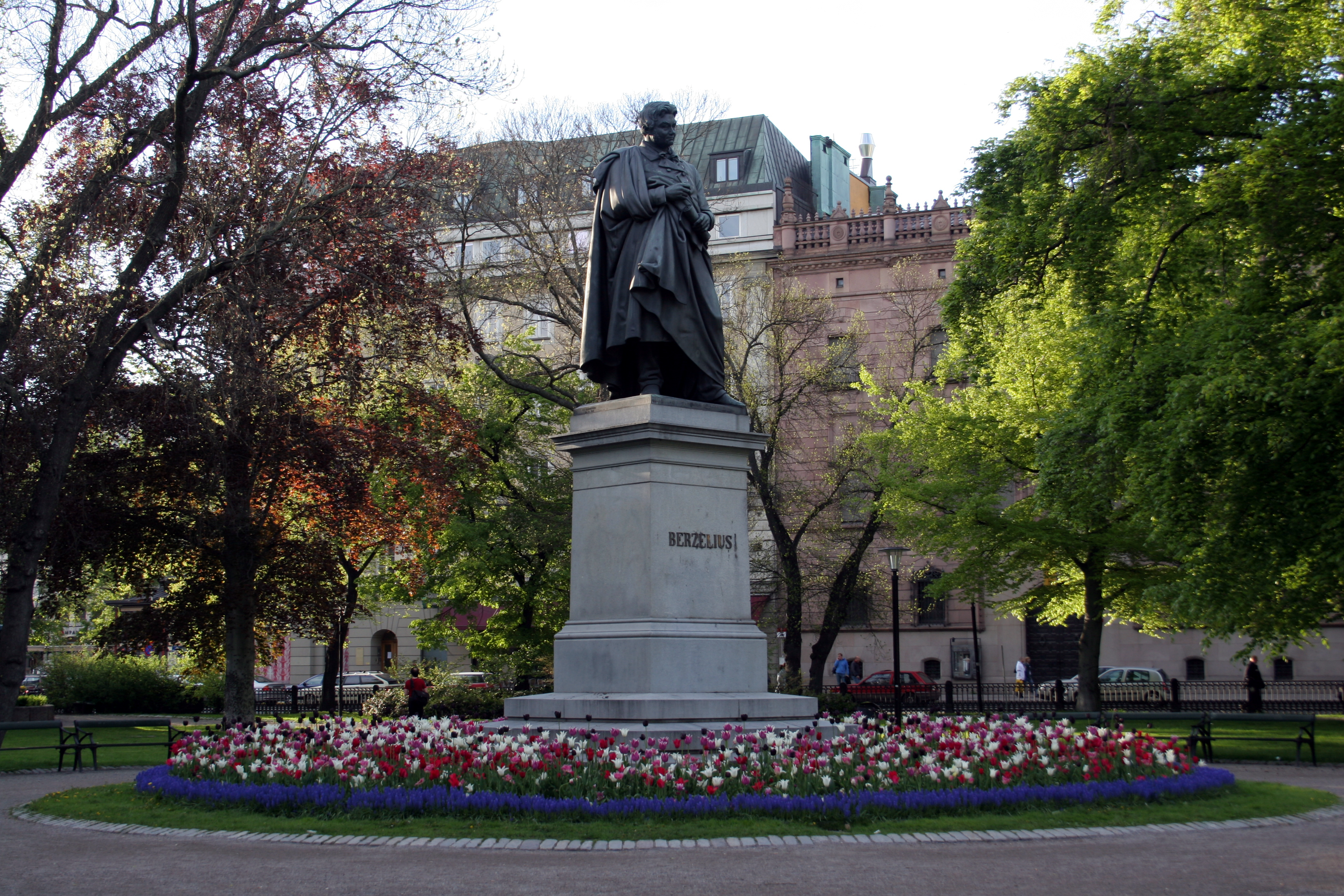
Standbeeld van Berzelius in het centrum van het Berzelii Park, Stockholm